# Aeropuerto Internacional de Alcantarí
El Aeropuerto Internacional de Alcantarí (IATA: SRE, OACI: SLAL) es un aeropuerto boliviano que sirve a la ciudad de Sucre, capital de Bolivia. Se encuentra ubicado a 30 km al sureste de Sucre, en el municipio de Yamparáez. La obra demandó unos Bs 365 millones y fue inaugurado el 25 de mayo de 2016. Este aeropuerto es de categoría internacional con la capacidad de recibir aviones de gran tamaño, también cuenta con una terminal aérea más grande que la del antiguo aeropuerto de la ciudad.

## Aerolíneas y destinos

### Destinos nacionales
| Aerolíneas            | Destinos                                                      |
| --------------------- | ------------------------------------------------------------- |
| Boliviana de Aviación | Cochabamba, La Paz, Santa Cruz de la Sierra, Tarija           |
| Ecojet                | Cochabamba, La Paz, Santa Cruz de la Sierra-Viru Viru, Tarija |

### Destinos Internacionales
| Aerolíneas    | Destinos                            |
| ------------- | ----------------------------------- |
| Copa Airlines | Ciudad de Panamá (Planes de Inicio) |